# یواس‌اس پرسی دریتون (۱۸۶۳)
یواس‌اس پرسی دریتون (۱۸۶۳) (به انگلیسی: USS Percy Drayton (1863)) یک کشتی بود که طول آن not known بود.